# Norma X.25
X.25 es un estándar ITU-T para redes de área amplia de conmutación de paquetes. Su protocolo de enlace, LAPB, está basado en el protocolo HDLC (publicado por ISO, y el cual a su vez es una evolución del protocolo SDLC de IBM). Establece mecanismos de direccionamiento entre usuarios, negociación de características de comunicación, técnicas de recuperación de errores. Los servicios públicos de conmutación de paquetes admiten numerosos tipos de estaciones de distintos fabricantes. Por lo tanto, es de la mayor importancia definir la interfaz entre el equipo del usuario final y la red. X.25 está orientado a conexión y trabaja con circuitos virtuales tanto conmutados como permanentes. En la actualidad se trata de una norma obsoleta con utilidad puramente académica.

## Introducción de historia

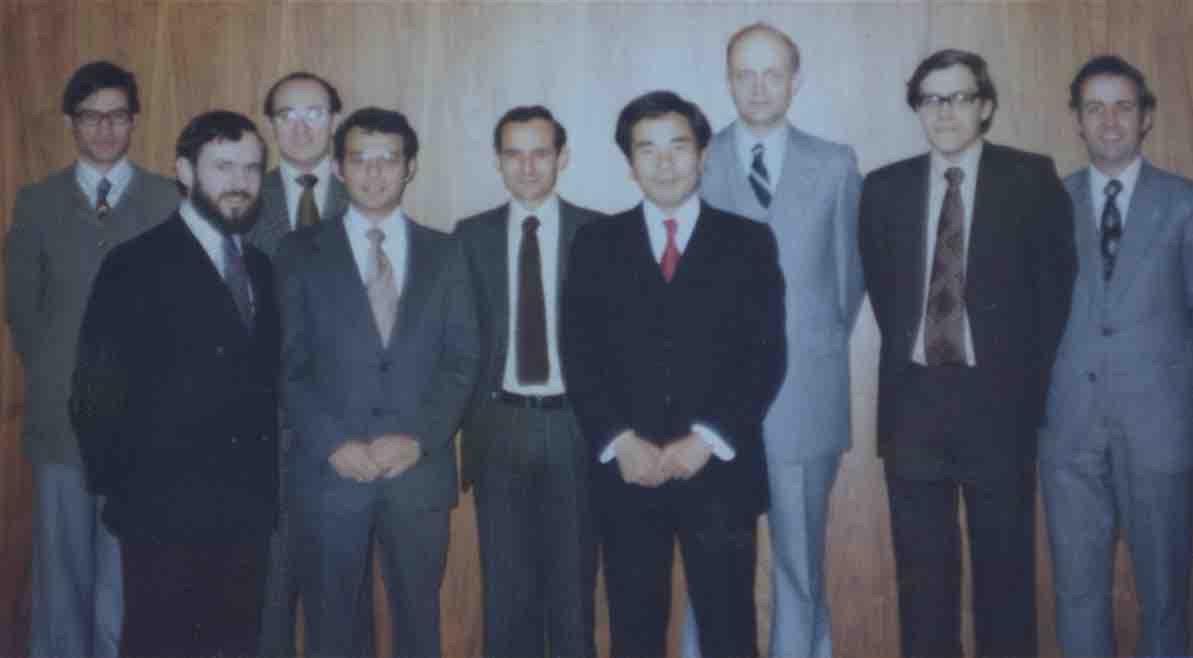
Representantes de empresas privadas y de TTS que impulsaron el desarrollo de redes y servicios basados en x25 a Europa, N.América y Japón. Fotografiado a la reunión del grupo de ponientes del CCITT de marzo de 1975 a Ottawa, donde redactaron la primera propuesta X.25.

La norma X.25 es el estándar para redes de paquetes recomendado por CCITT, el cual emitió el primer borrador en 1974. Este original fue en 1976, en 1978, en 1980 y en 1984, para dar lugar al texto definitivo publicado en 1985. El documento inicial incluía una serie de propuestas sugeridas por Datapac, Telenet y Tymnet, tres nuevas redes de conmutación de paquetes.
La X.25 se define como la interfaz entre equipos terminales de datos y equipos de terminación del circuito de datos para terminales que trabajan en modo paquete sobre redes de datos públicas. Las redes utilizan la norma X.25 para establecer los procedimientos mediante los cuales dos ETD que trabajan en modo paquete se comunican a través de la red. Este estándar pretende proporcionar procedimientos comunes de establecimiento de sesión e intercambio de datos entre un ETD y una red de paquetes (ETCD). Entre estos procedimientos se encuentran funciones como las siguientes: identificación de paquetes procedentes de ordenadores y terminales concretos, asentimiento de paquetes, rechazo de paquetes, recuperación de errores y control de flujo. Además, X.25 proporciona algunas facilidades muy útiles, como por ejemplo en la facturación a estaciones ETD distintas de la que genera el tráfico.
Dentro de la perspectiva de X.25, una red opera en gran parte como un sistema telefónico. Una red X.25 se asume como si estuviera formada por complejos conmutadores de paquetes que tienen la capacidad necesaria para el enrutamiento de paquetes. Los anfitriones no están comunicados de manera directa a los cables de comunicación de la red, sino que cada anfitrión se comunica con uno de los conmutadores de paquetes por medio de una línea de comunicación serial. En cierto sentido la comunicación entre un anfitrión y un conmutador de paquetes X.25 es una red miniatura que consiste en un enlace serial. El anfitrión puede seguir un complicado procedimiento para transferir sus paquetes hacia la red.
El estándar X.25 no incluye algoritmos de enrutamiento, pero conviene resaltar que, aunque las interfaces ETD/ETCD de ambos extremos de la red son independientes una de otra, X.25 interviene desde un extremo hasta el otro, ya que el tráfico seleccionado se enruta al final. A pesar de ello, el estándar recomendado es asimétrico, ya que solo se define un lado de la interfaz con la red (ETD/ETCD).
Su uso actual es muy reducido, no obstante hasta el año 2001 era bastante popular para el diseño de redes privadas virtuales empresariales en España, si bien desde finales de los 90 otras tecnologías, con protocolos más sencillos que permitían velocidades más altas, estaban implantándose debido sobre todo a las mejoras tecnológicas de la infraestructura que hacían de X.25 un protocolo ineficiente debido a la baja tasa de errores de los nuevos medios de transmisión y a las limitaciones de velocidad del propio protocolo.

## X.25 y su relación con el modelo OSI
El modelo de interconexión de sistemas abiertos ha sido la base para la implementación de varios protocolos. Entre ellos, el conjunto de protocolos conocido como X.25 es probablemente el mejor conocido y el más ampliamente utilizado. X.25 fue establecido como una recomendación de la ITU-T (Telecommunications Section de la International Telecommunications Union), una organización internacional que recomienda estándares para los servicios telefónicos internacionales. X.25 ha sido adoptado para las redes públicas de datos y es especialmente popular en Europa. X.25 es un protocolo que se basa en las primeras tres capas del modelo OSI.

## Niveles de la norma X.25

### El nivel físico
La recomendación X.25 para el nivel de paquetes coincide con una de las recomendaciones del tercer nivel OSI. X.25 abarca el tercer nivel y también los dos niveles más bajos. La interfaz de nivel físico recomendado entre el ETD y el ETCD es el X.21. X.25 asume que el nivel físico X.21 mantiene activados los circuitos T(transmisión) y R(recepción) durante el intercambio de paquetes. Asume también, que el X.21 se encuentra en estado 13S(enviar datos), 13R(recibir datos) o 13(transferencia de datos). Supone también que los canales C(control) e I(indicación) de X.21 están activados. Por todo esto X.25 utiliza la interfaz X.21 que une el ETD y el ETCD como un "conducto de paquetes", en el cual los paquetes fluyen por las líneas de transmisión(T) y de recepción(R).
El nivel físico de X.25 no desempeña funciones de control significativas. Se trata más bien de un conducto pasivo, de cuyo control se encargan los niveles de enlace y de red.
Se utilizan conectores para enlaces digitales DB-15 para la norma X.21 y analógicos DB-25 para X.21 bis.

### El nivel de enlace
En X.25 se supone que el nivel de enlace es LAPB. Este protocolo de línea es un conjunto de HDLC. LAPB y X.25 interactúan de la siguiente forma: En la trama LAPB, el paquete X.25 se transporta dentro del campo I(información). Es LAPB el que se encarga de que lleguen correctamente los paquetes X.25 que se transmiten a través de un canal susceptible de errores, desde o hacia la interfaz ETD/ETCD. La diferencia entre paquete y trama es que los paquetes se crean en el nivel de red y se insertan dentro de una trama, la cual se crea en nivel de enlace.
Para funcionar bajo el entorno X.25, LAPB utiliza información(I), Receptor Preparado(RR), Rechazo(REJ), Receptor No Preparado(RNR), Desconexión(DSC), Activar Modo de Respuesta Asíncrono(SARM) y Activar Modo Asíncrono Equilibrado(SABM). 
Las respuestas utilizadas son las siguientes: Receptor Preparado(RR), Rechazo(REJ), Receptor No Preparado(RNR), Asentimiento No Numerado(UA), Rechazo de Trama(FRMR) y Desconectar Modo(DM).
Los datos de usuario del campo I no pueden enviarse como respuesta. De acuerdo con las reglas de direccionamiento HDLC, ello implica que las tramas I siempre contendrán la dirección de destino con lo cual se evita toda posible ambigüedad en la interpretación de la trama.
X.25 exige que LAPB utilice direcciones específicas dentro del nivel de enlace.
Tanto X.25 como LAPB utilizan números de envío(S) y de recepción(R) para contabilizar el tráfico que atraviesan sus respectivos niveles.
En LAPB los números se denotan como N(S) y N(R), mientras que en X.25 la notación de los números de secuencia es P(S) y P(R).
Es un protocolo de red, para la conmutación de paquetes.

### Servicio de circuito virtual
El servicio de circuito virtual de X.25 ofrece dos tipos de circuitos virtuales: llamadas virtuales y circuitos virtuales permanentes. Una llamada virtual es un circuito virtual que se establece dinámicamente mediante una petición de llamada y una liberación de llamada. Un circuito virtual permanente es un circuito virtual fijo asignado en la red. La transferencia de los datos se produce como con las llamadas virtuales, pero en este caso no se necesita realizar ni el establecimiento ni el cierre de la llamada.